# Sàmara

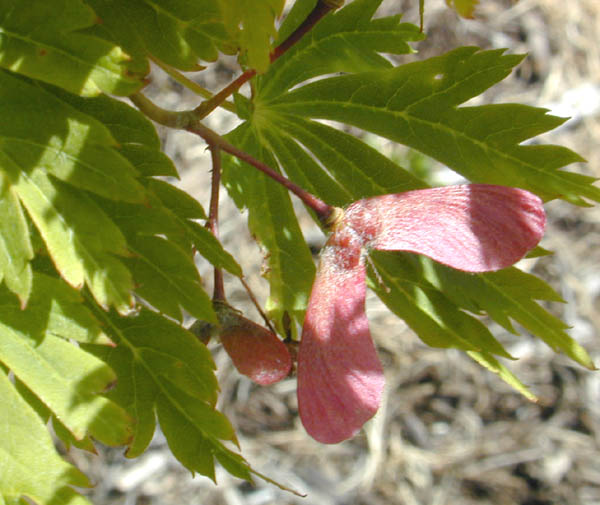
Sàmares d'auró

Una sàmara és un tipus de fruit aqueniforme i indehiscent proveït d'una prolongació membranosa, fibrosa i papiràcia, diferent segons cada espècie, que es desenvolupa a partir de la paret de l'ovari i serveix per a la dispersió gràcies al vent (anemocòria). La llavor pot ser al centre o al costat de la sàmara i el seu disseny pot permetre llargs recorreguts (oms) o caure prop de l'arbre emissor (aurons). Els fruits en sàmara són preponderants en diversos arbres com ara el gènere dels aurons (sapindàcies), el dels freixes (oleàcies) o la família de les ulmàcies.